# Epirhyssa overlaeti
Epirhyssa overlaeti är en stekelart som beskrevs av André Seyrig 1937. Epirhyssa overlaeti ingår i släktet Epirhyssa och familjen brokparasitsteklar. Inga underarter finns listade i Catalogue of Life.